# John Peyron
John Adam Peyron, född 20 oktober 1870 i Stockholm, död där 27 juni 1949, var en svensk läkare och entomolog.
John Peyron var son till grosshandlaren Carl Ludvig Peyron. Han avlade mogenhetsexamen 1889 i Stockholm och studerade därefter vid Karolinska Institutet där han blev medicine kandidat 1898 och medicine licentiat 1904. Från 1904 var han praktiserade läkare i Stockholm och var därutöver bland annat tillförordnad observationsläkare i Stockholm för resande från Finland och Ryssland 1909–1910 samt badläkare i Borgholm 1917 och 1918. Han var läkare vid Stockholms folkskolor 1916–1933 och vid Djurgårdsförvaltningen 1913–1940. För studier av invärtes sjukdomar och barnsjukdomar samt för sanatoriestudier företog han två resor till Tyskland och Schweiz. Som entomolog ägnade sig Peyron åt studier av fjärilarna, främst deras ägg och första utvecklingsstadier. Hans främsta bidrag på detta område var Zur Morphologie der skandinavishen Schmetteringeier (1909). Bland hans övriga skrifter märks monografier över mätarfjärilar, bland annat frostfjärilarna, samt praktiska råd för preparering och uppfödning av fjärilslarver. Peyron var styrelseledamot i Entomologiska föreningen 1913–1940.